# Relações entre Benim e Brasil
As relações entre Benim e Brasil são as relações diplomáticas estabelecidas entre a República do Benim e a República Federativa do Brasil. O Brasil possui uma embaixada em Cotonou e o Benim possui uma embaixada em Brasília.

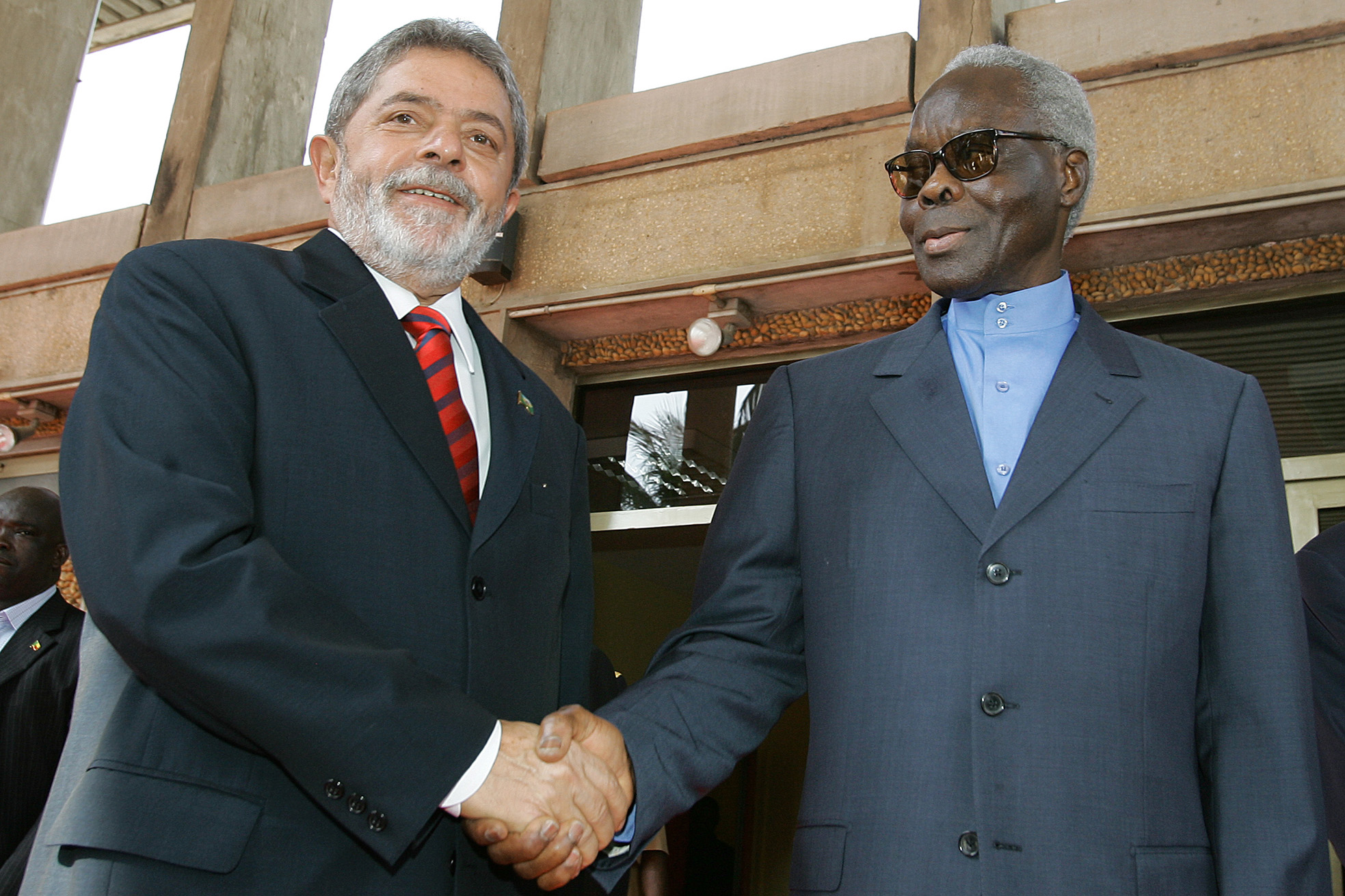
O presidente Luiz Inácio Lula da Silva recebe os cumprimentos do presidente do Benim, Mathieu Kérékou, na chegada ao Palácio Presidencial.

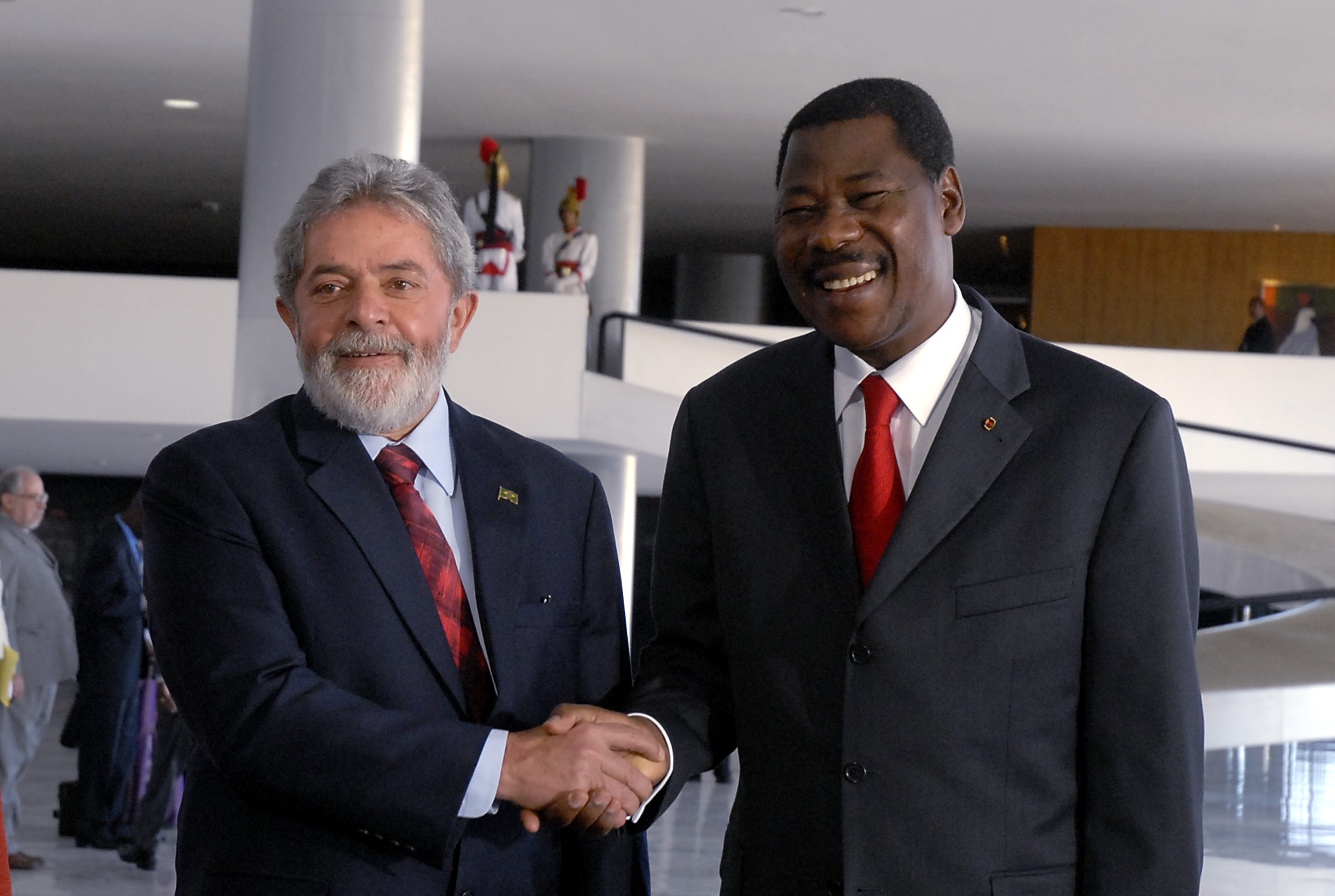
O presidente Luiz Inácio Lula da Silva recebe o presidente do Benim, Yayi Boni, em cerimônia oficial de boas-vindas no Palácio do Planalto.

## História
As relações entre ambos os países podem ser descritas como históricas, econômicas e culturais. Mesmo estando do outro lado do Oceano Atlântico e sendo pouco conhecido no Brasil, o Benim possui manifestações culturais e bens históricos que carregam traços da identidade brasileira. O famoso acarajé, que é uma comida tipicamente baiana, só se difere do prato feito no país do noroeste da África pela grafia, pois lá se chama "carajé".
O Benim foi o país da África que mais exportou escravos para o Brasil. Na época da escravidão, inúmeros beninenses vieram trabalhar nas minas de ouro e nas lavouras de café, e, quando a Princesa Isabel assinou a Lei Áurea, em 1888, libertando os escravos, eles voltaram para a sua terra natal. Mas as suas raízes culturais já tinham se misturado com as brasileiras.

### Agudás
Os Agudás são os descendentes de escravos brasileiros ou de mercadores de escravos de Salvador, que começaram a emigrar para a costa Ocidental da África, a partir do Século XIX. A maioria se fixou na cidade de Uidá, no então Reino de Daomé, atualmente República do Benim, que era um centro do comércio de escravos para o continente americano. Nos dias atuais, representam entre 5% e 10% da população do Benim.